# Сулавеска цивета
Сулавеските цивети (Macrogalidia musschenbroekii), наричани също целебески палмови цивети и кафяви палмови цивети, са вид бозайници от семейство Виверови (Viverridae), единствен представител на род Macrogalidia.
Разпространени са в горите, по-рядко в близост до обработваеми земи, на остров Сулавеси в Индонезия. Достигат дължина на тялото от 89 сантиметра и маса около 3,6 до 6 килограма. Хранят се с дребни бозайници, плодове и трева.